# Manuel Gutiérrez
Manuel Gutiérrez Hernández (8 aprile 1920 – ...) è stato un calciatore messicano, di ruolo difensore.

## Carriera
Con la Nazionale messicana ha preso parte ai Mondiali 1950.